# Комплекс оживления
Комплекс оживления — это особая эмоционально-двигательная реакция ребёнка, обращённая к взрослому. Термин был введён в 20-е годы XX в. Н. М. Щеловановым.
Комплекс оживления формируется примерно с третьей недели жизни: появляется замирание и сосредоточение при фиксации предмета или звуков, затем — улыбка, вокализация, двигательное оживление. Также при комплексе оживления отмечаются учащённое дыхание, радостные вскрики и т. д.
На втором месяце при нормальном развитии ребёнка наблюдается комплекс в полном составе. Интенсивность его компонентов продолжает нарастать примерно до трёх-четырёх месяцев, после чего комплекс оживления распадается, преобразуясь в более сложные формы поведения.
Комплекс оживления включает четыре основных компонента:
1. Замирание и зрительное сосредоточение — долгий, пристальный взгляд на взрослого;
2. Улыбку, выражающую радостные эмоции ребёнка;
3. Двигательное оживление — движения головы, вскидывание рук и ног, прогибание спины и пр.;
4. Вокализации — вскрики (громкие отрывистые гласные звуки), гуканье (тихие короткие звуки типа «кх», «гк» и пр.), гуление (протяжные звуки, напоминающие пение птиц, — «гуулллиии» и пр.).

При дефиците общения появление комплекса оживления задерживается, отмечаются также и другие отклонения в его проявлении: неполный состав, увеличенный латентный период, слабая интенсивность компонентов, реактивный характер. При диагностике уровня развития ситуативно-личностного общения наибольшее значение имеет наличие инициативности комплекса оживления. Слабая выраженность каких-либо компонентов комплекса оживления может служить признаком анатомической или физиологической патологии различных анализаторов.
Первоначально комплекс оживления трактовался как дифференцированная эмоциональная реакция ребёнка в ответ на воспринимаемые действия. Однако доказательства этому не было получено, и было решено, что комплекс оживления — это простейший неосмысленный рефлекс.